# Eucaristia

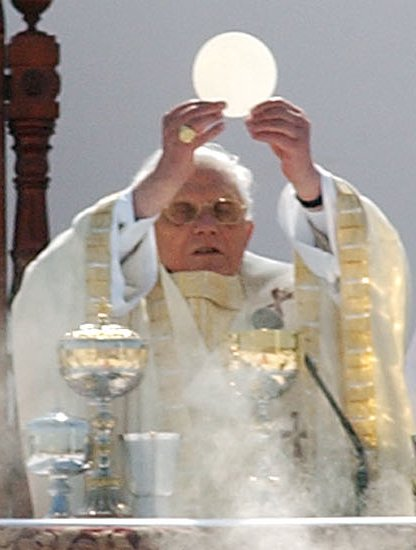
Celebração da Eucaristia pelo Papa Bento XVI, na missa de canonização do Frei Galvão, a 11 de maio de 2007 em São Paulo, Brasil.

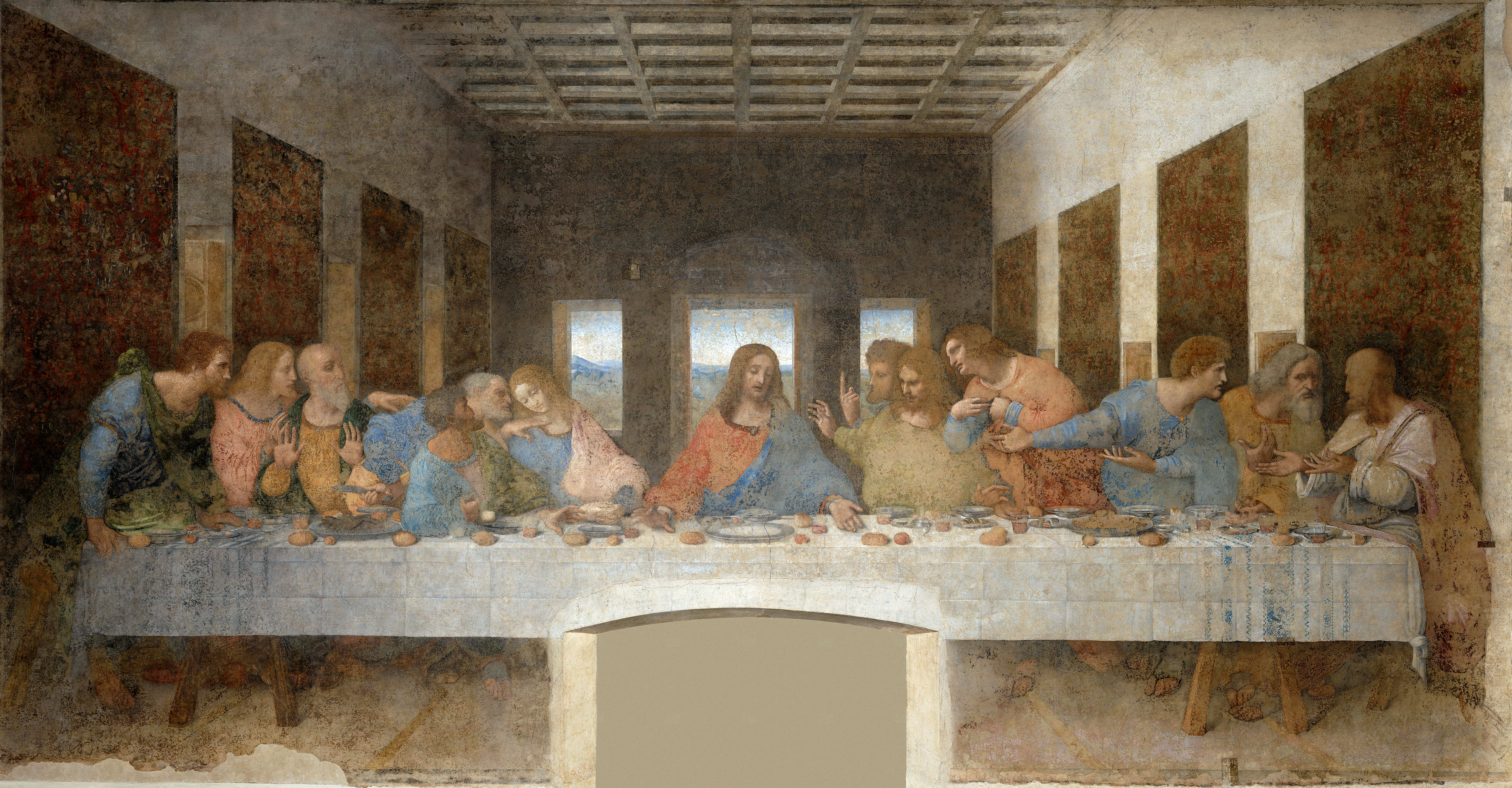
A Última Ceia, de Leonardo da Vinci (1452-1519).

Na teologia cristã, Eucaristia (do grego εὐχαριστία, "ação de graças") é um rito que é considerado um sacramento na maioria das igrejas. Os cristãos acreditam que o rito foi instituído por Jesus na Última Ceia, na noite anterior à sua crucificação, enquanto dava pão e vinho aos seus discípulos. Passagens do Novo Testamento afirmam que ele os ordenou "fazei isto em memória de mim", referindo-se ao pão como "meu corpo" e ao cálice de vinho como "meu sangue da nova aliança, que é derramado por muitos." (Lucas 22, 19-20; João 6, 53 - 58; 1 Coríntios 11, 23 - 32). Também é denominada de Sagrada Comunhão, Santíssimo Sacramento do Altar, Santa Ceia do Senhor, Santo Sacrifício, entre outros. É um dos sete sacramentos da Igreja Católica e parte central da vida eclesial do fiel católico.
Os elementos da Eucaristia são o pão e o vinho que são consagrados em um altar e consumidos em seguida. Os cristãos geralmente reconhecem uma presença especial de Cristo neste rito.

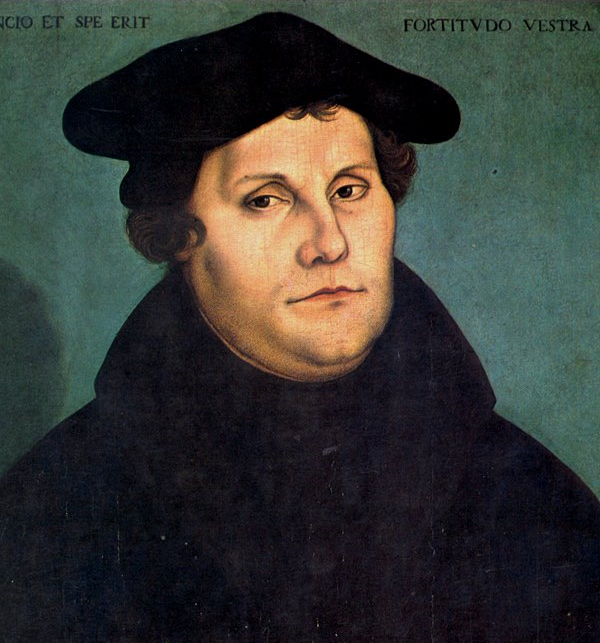
Martinho Lutero

A Igreja Católica afirma que a Eucaristia é o corpo e o sangue de Cristo sob as espécies do pão e do vinho. Sustenta que, pela consagração, as substâncias do pão e do vinho se tornam realmente as substâncias do corpo e do sangue de Jesus Cristo (transubstanciação), enquanto as aparências ou "acidentes" do pão e do vinho permanecem inalteradas (por exemplo, cor, sabor, cheiro). A Igreja Ortodoxa concorda que ocorre uma mudança objetiva do pão e do vinho no corpo e sangue de Cristo. Os luteranos acreditam que o verdadeiro corpo e sangue de Cristo estão realmente presentes "em, com e sob" as formas do pão e do vinho (união sacramental). Os cristãos reformados acreditam em uma presença espiritual real de Cristo na Eucaristia.
As teologias eucarísticas anglicanas afirmam universalmente a presença real de Cristo na Eucaristia, embora os anglicanos evangélicos acreditem que esta é uma presença espiritual, enquanto os anglo-católicos defendem uma presença corpórea. Como resultado desses diferentes entendimentos, “a Eucaristia tem sido um tema central nas discussões e deliberações do movimento ecumênico”.

## Terminologia
O Novo Testamento foi originalmente escrito na língua grega e o substantivo grego εὐχαριστία, que significa "ação de graças", aparece algumas vezes nele, enquanto o verbo grego relacionado εὐχαριστήσας é encontrado várias vezes nos relatos do Novo Testamento sobre a Última Ceia, incluindo a primeira dessas contas:
 Porque eu recebi do Senhor o que também vos ensinei: que o Senhor Jesus, na noite em que foi traído, tomou o pão;
E, tendo dado graças (εὐχαριστήσας), o partiu e disse: Tomai, comei; isto é o meu corpo que é partido por vós; fazei isto em memória de mim.
O termo eucaristia (ação de graças) é aquele pelo qual o rito é referido na Didache (um documento do final do século I ou início do século II), e por Inácio de Antioquia (que morreu entre 68 e 107) e por Justino Mártir (Primeira Apologia escrita entre 155 e 157).

## História
A história da instituição da Eucaristia por Jesus na noite anterior à sua crucificação é relatada nos Evangelhos Sinópticos (Mateus 26, 26-28; Marcos 14, 22-24; e Lucas 22, 17-20) e na Primeira Epístola aos Coríntios (1 Coríntios 11, 23-25). Segundo os relatos do Evangelho, Jesus instituiu a eucaristia na Última Ceia, durante a refeição da Páscoa, quando ele abençoou o pão, que ele disse que era seu corpo, e o repartia com os seus discípulos. Ele então compartilhou um copo de vinho com seus discípulos e disse-lhes que "Isto é o meu sangue da nova aliança, que é derramado em favor de muitos." Segundo Lucas, Jesus convocou seus seguidores a repetir a cerimônia em sua memória.

### Catolicismo romano

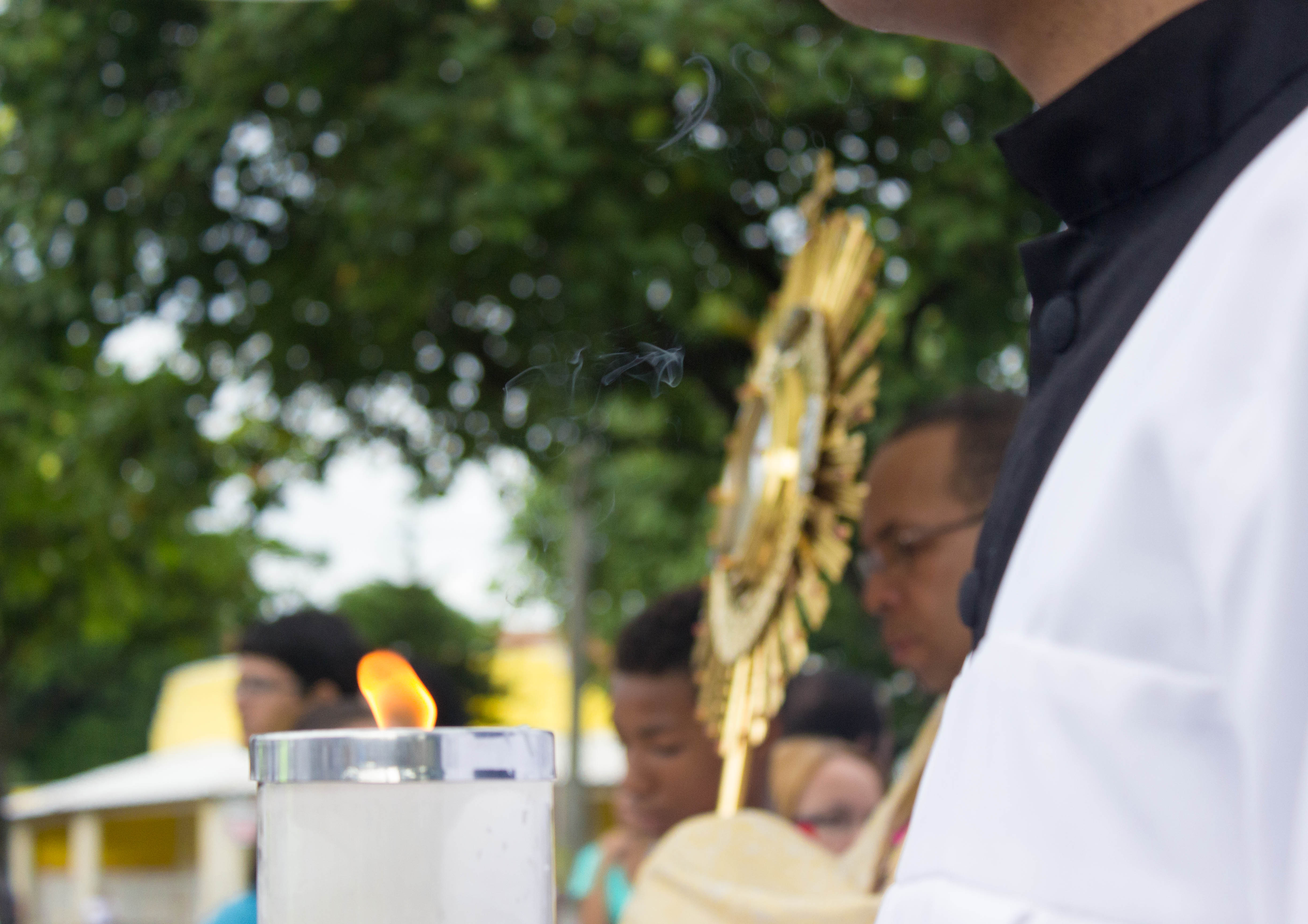
O Santíssimo Sacramento na procissão de Corpus Christi, no Rio de Janeiro.

#### Como um sacrifício

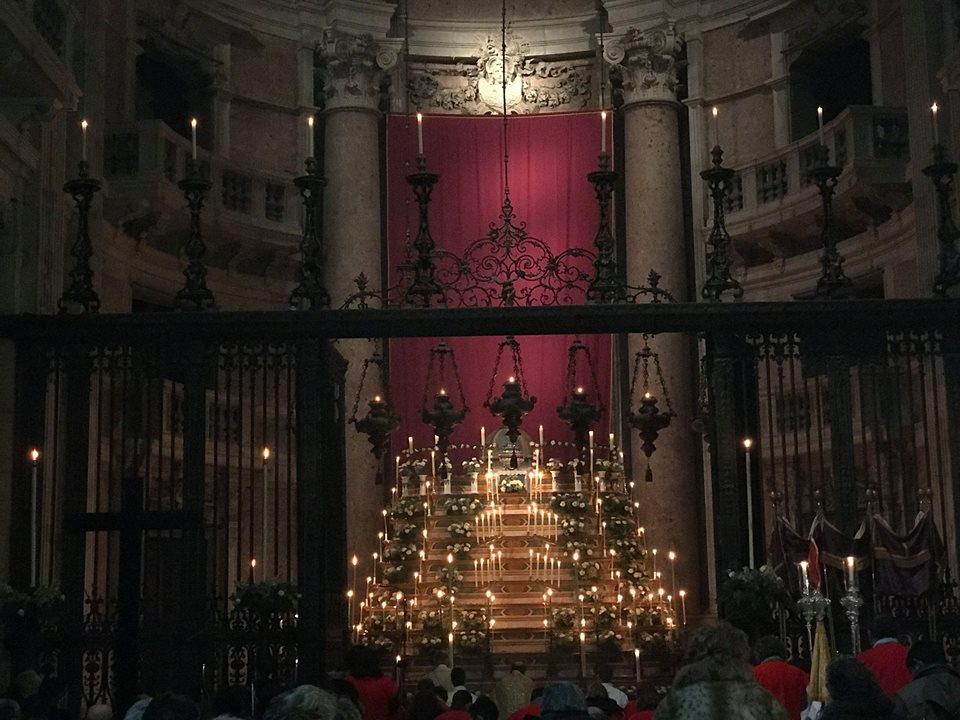
Trono eucarístico na Basílica de Mafra - RVISSM.

#### Como uma presença real

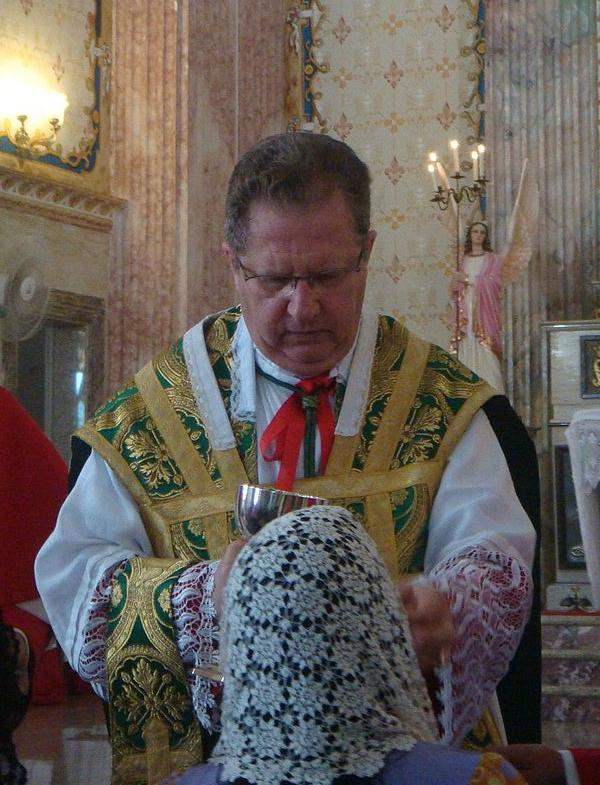
A distribuição da Eucaristia numa missa tridentina.

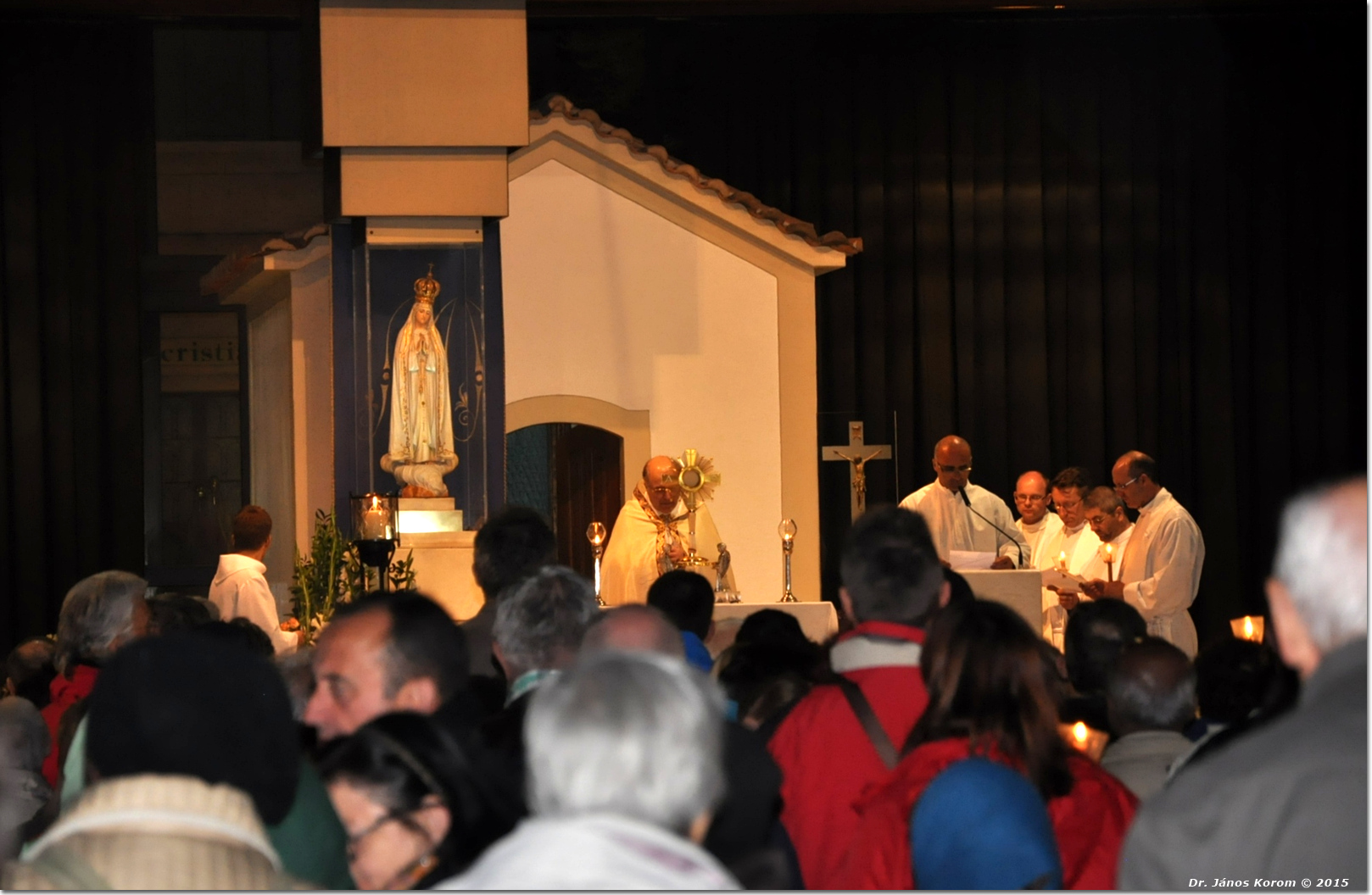
A adoração eucarística na Capelinha das Aparições do Santuário de Fátima.

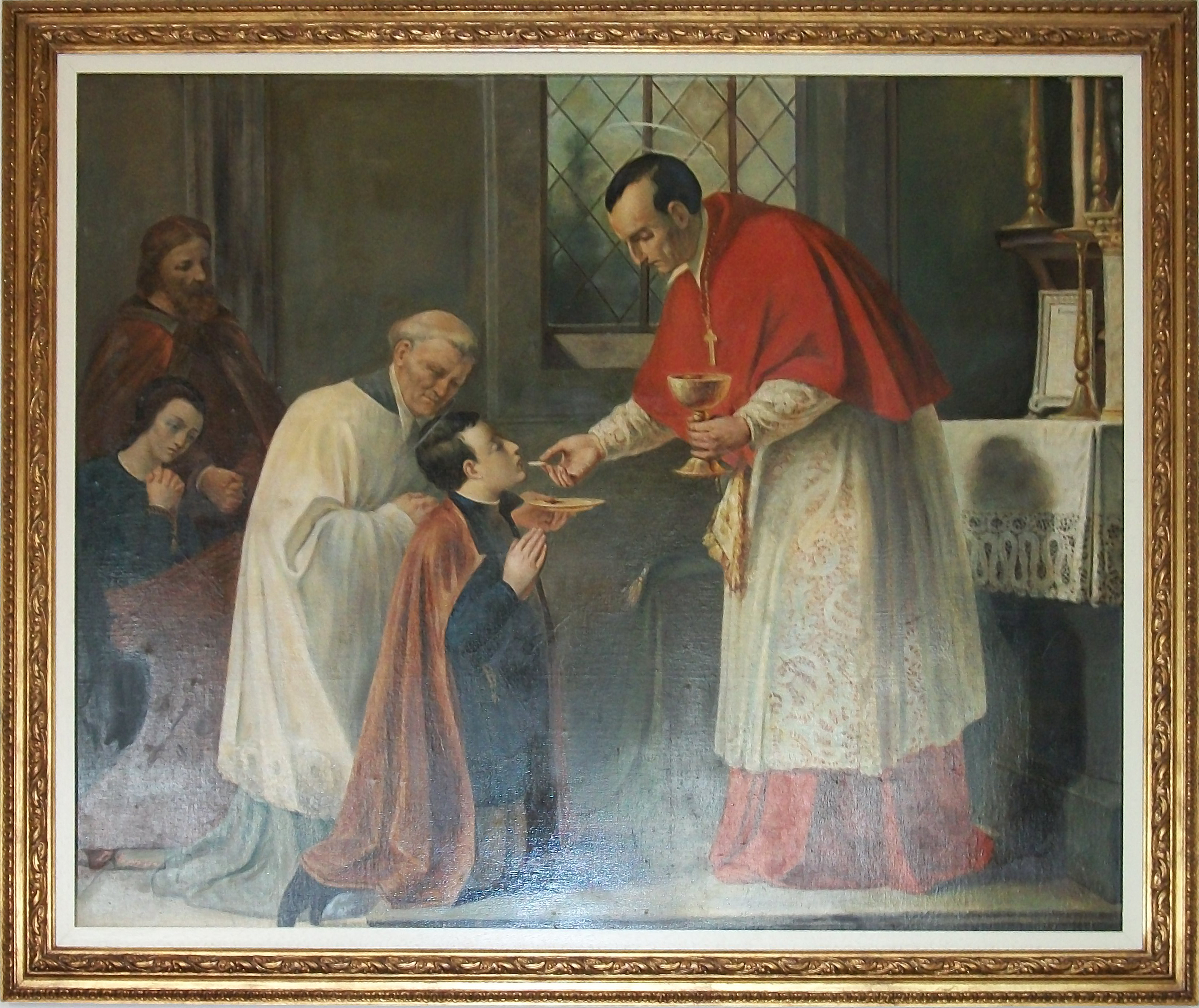
Tela pintada em óleo retratando um sacerdote que ministra a Sagrada Comunhão a um fiel fora da Santa Missa, que segue um rito próprio. O quadro encontra-se na Capela do Santíssimo de São Simão Apóstolo, em S. Simão, SP